# My Love Is Your Love
My Love Is Your Love – czwarty album studyjny amerykańskiej piosenkarki Whitney Houston wydany w 1998 nakładem Arista Records. Dzięki singlowi „It's Not Right but It's Okay” Whitney wygrała jej szóstą nagrodę Grammy. Płyta zadebiutowała na 13. miejscu listy Billboard 200 z liczbą sprzedanych egzemplarzy 123 tys. W USA album uzyskał status poczwórnej platyny i do tej pory sprzedano ok. 12 mln kopii na całym świecie.

## Lista utworów
1. „It's Not Right but It's Okay” (LaShawn Daniels, Toni Estes, Rodney Jerkins, Fred Jerkins III, Isaac Phillips) – 4:51
2. „Heartbreak Hotel” (K. Karlin, T. Savage, C. Schack) – 4:41
  - Wykonywany przez Whitney Houston, Faith Evans, & Kelly Price
3. „My Love Is Your Love” (Jerry Duplessis, Wyclef Jean) – 4:24
4. „When You Believe” (z albumu Mariah Carey) (Babyface, Stephen Schwartz) – 4:28
  - Wykonywany przez Whitney Houston & Mariah Carey
5. „If I Told You That” (Daniels, Estes, R. Jerkins, F. Jerkins) – 4:37
6. „In My Business” (Kelvin Bradshaw, Missy Elliott, Lloyd Turner) – 3:26
  - Wykonywany przez Whitney Houston & Missy Elliott
7. „I Learned from the Best” (Diane Warren) – 4:19
8. „Oh Yes” (Bradshaw, Elliott, Turner) – 6:52
9. „Get It Back” (Daniels, Estes, R. Jerkins, F. Jerkins) – 4:56
10. „Until You Come Back” (Babyface, D. Simmons) – 4:53
11. „I Bow Out” (Warren) – 4:30
12. „You’ll Never Stand Alone” (Warren) – 4:21
13. „I Was Made to Love Him” (Henry Cosby, Lula Mae Hardaway, Sylvia Moy, Stevie Wonder) – 4:29

## Certyfikaty i notowania
| Kraj                                     | Najwyższa pozycja | Liczba tygodni | Certyfikaty | Sprzedaż  |
| ---------------------------------------- | ----------------- | -------------- | ----------- | --------- |
| Austria                                  | 1                 | 48             | 3x Platyna  | 120 000   |
| Szwajcaria                               | 1                 | 67             | 4x Platyna  | 160 000   |
| Francja                                  | 2                 | 68             | 4x Platyna  | 750,000   |
| Kanada                                   | 2                 | 39             | 3x Platyna  | 400 000   |
| Norwegia                                 | 3                 | 22             | 3x Platyna  | 100,000   |
| Finlandia                                | 5                 | 18             | Platyna     | 50 000    |
| Szwecja                                  | 7                 | 53             | 2x Platyna  | 80 000    |
| Nowa Zelandia                            | 12                | 17             | Złoto       | 20 000    |
| Stany Zjednoczone Billboard 200          | 13                | 75             | 4x Platyna  | 4 000 000 |
| Stany Zjednoczone Top R&B/Hip-Hop Albums | 7                 | 79             | 4x Platyna  | 4 000 000 |
| Australia                                | n/a               | n/a            | Platyna     | 100 000   |
| Niemcy                                   | 2                 | 69             | 4x Platyna  | 850 000   |
| Wielka Brytania                          | 4                 | 68             | 3x Platyna  | 900 000   |
| Polska                                   |                   |                | Platyna     | 100 000   |

Single – Billboard (USA)
| Rok  | Singel                         | Lista                              | Pozycja |
| ---- | ------------------------------ | ---------------------------------- | ------- |
| 1998 | „Heartbreak Hotel”             | Rhythmic Top 40                    | 3       |
| 1998 | „Heartbreak Hotel”             | The Billboard Hot 100              | 2       |
| 1998 | „It’s Not Right But It’s Okay” | Hot Dance Music/Club Play          | 1       |
| 1998 | „When You Believe”             | Adult Contemporary                 | 3       |
| 1998 | „When You Believe”             | Adult Top 40                       | 37      |
| 1998 | „When You Believe”             | Rhythmic Top 40                    | 35      |
| 1998 | „When You Believe”             | The Billboard Hot 100              | 15      |
| 1998 | „When You Believe”             | Top 40 Mainstream                  | 35      |
| 1999 | „Heartbreak Hotel”             | Canadian Singles Chart             | 12      |
| 1999 | „Heartbreak Hotel”             | Hot Dance Music/Club Play          | 1       |
| 1999 | „Heartbreak Hotel”             | Hot Dance Music/Maxi-Singles Sales | 2       |
| 1999 | „Heartbreak Hotel”             | Hot R&B/Hip-Hop Singles & Tracks   | 1       |
| 1999 | „Heartbreak Hotel”             | Top 40 Mainstream                  | 8       |
| 1999 | „Heartbreak Hotel”             | Top 40 Tracks                      | 6       |
| 1999 | „It’s Not Right But It’s Okay” | Canadian Singles Chart             | 3       |
| 1999 | „It’s Not Right But It’s Okay” | Canadian Singles Chart             | 5       |
| 1999 | „It’s Not Right But It’s Okay” | Hot Dance Music/Maxi-Singles Sales | 2       |
| 1999 | „It’s Not Right But It’s Okay” | Hot R&B/Hip-Hop Singles & Tracks   | 7       |
| 1999 | „It’s Not Right But It’s Okay” | Rhythmic Top 40                    | 15      |
| 1999 | „It’s Not Right But It’s Okay” | The Billboard Hot 100              | 4       |
| 1999 | „It’s Not Right But It’s Okay” | Top 40 Mainstream                  | 23      |
| 1999 | „It’s Not Right But It’s Okay” | Top 40 Tracks                      | 15      |
| 1999 | „My Love Is Your Love”         | Canadian Singles Chart             | 10      |
| 1999 | „My Love Is Your Love”         | Top 40 Mainstream                  | 10      |
| 1999 | „My Love Is Your Love”         | Top 40 Tracks                      | 10      |
| 1999 | „When You Believe”             | Hot R&B/Hip-Hop Singles & Tracks   | 33      |
| 2000 | „I Learned from the Best”      | Adult Contemporary                 | 20      |
| 2000 | „I Learned from the Best”      | Hot Dance Music/Club Play          | 1       |
| 2000 | „I Learned from the Best”      | Hot Dance Music/Maxi-Singles Sales | 1       |
| 2000 | „I Learned from the Best”      | The Billboard Hot 100              | 27      |
| 2001 | „It’s Not Right But It’s Okay” | Hot Dance Music/Maxi-Singles Sales | 13      |

## Nagrody
- Nagroda Grammy

| Rok  | Zwycięzca                      | Kategoria                         |
| ---- | ------------------------------ | --------------------------------- |
| 1999 | „It’s Not Right But It’s Okay” | Best Female R&B Vocal Performance |